# Gloria Colston
Gloria Colston (Parijs, 2004) is een Franse actrice. Ze heeft onder meer meegespeeld in de film Demain tout commence. In deze film speelde ze samen met Omar Sy, Clémence Poésy, Antoine Bertrand en Clémentine Célarié.